# Rockford (Oregon)
Rockford az Amerikai Egyesült Államok északnyugati részén, Oregon állam Hood River megyéjében elhelyezkedő önkormányzat nélküli település.